# Mr. Cooper
Mr. Cooper (Hangin' with Mr. Cooper) è una serie televisiva statunitense in 101 episodi trasmessi per la prima volta nel corso di 5 stagioni dal 1992 al 1997.
La serie, una sitcom ambientata a Oakland, California (città natale di Mark Curry, l'attore protagonista), è incentrata sul giocatore di basket e coach in un istituto scolastico Mark Cooper. Mark vive in una casa insieme a due donne:  Robin e Vanessa. Jeff Franklin, creatore della serie, vinse un ASCAP Award nel 1993.

## Episodi
| Stagione         | Episodi | Prima TV USA | Prima TV Italia |
| ---------------- | ------- | ------------ | --------------- |
| Prima stagione   | 22      | 1992-1993    |                 |
| Seconda stagione | 22      | 1993-1994    |                 |
| Terza stagione   | 22      | 1994-1995    |                 |
| Quarta stagione  | 22      | 1995-1996    |                 |
| Quinta stagione  | 13      | 1997         |                 |

## Personaggi e interpreti
- Mark Cooper (101 episodi, 1992-1997), interpretato da Mark Curry.
- Vanessa Russell (101 episodi, 1992-1997), interpretata da	Holly Robinson Peete.
- Tyler Foster (89 episodi, 1992-1997), interpretato da	Marquise Wilson.
- Geneva Lee (79 episodi, 1992-1997), interpretata da	Sandra Quarterman.
- Nicole Lee (79 episodi, 1992-1997), interpretato da	Raven-Symoné.
- P.J. Moore (42 episodi, 1992-1995), interpretato da	Nell Carter.
- Earvin Rodman (39 episodi, 1992-1997), interpretato da	Omar Gooding.
- Robin Dumars (22 episodi, 1992-1993), interpretato da	Dawnn Lewis.
- Andre (12 episodi, 1992-1994), interpretato da	Christopher Carter.
- Coach Ricketts (9 episodi, 1992-1993), interpretato da	Roger E. Mosley.
- Isaac (8 episodi, 1992-1993), interpretato da	George Lemore.
- Lydell (6 episodi, 1993-1997), interpretato da	Lewis Dix Jr..
- Thaddeus Jamison White (6 episodi, 1993-1994), interpretato da	Dominic Hoffman.
- Coach Chet Corley (5 episodi, 1994-1995), interpretato da	Ron Canada.
- Florence (5 episodi, 1993-1997), interpretata da	Karen Malina White.
- Mr. Morley (5 episodi, 1995-1997), interpretato da	Kelly Perine.
- Preside Rivas (4 episodi, 1992-1993), interpretato da	Luis Avalos.
- Denise Frazer (4 episodi, 1992), interpretata da	Jurnee Smollett.
- Skeet (4 episodi, 1993), interpretato da	Richard Trask.
- Eric (4 episodi, 1994-1995), interpretato da	Kristoff St. John.
- Steve Warner (4 episodi, 1994), interpretato da	Steve White.
- Ken (4 episodi, 1995-1997), interpretato da	Kevin Jackson.
- Tim Hardaway (se stesso) (3 episodi, 1992-1996), interpretato da	Tim Hardaway.
- Keisha (3 episodi, 1992-1993), interpretata da	Countess Vaughn.
- Larry Weeks (3 episodi, 1994-1996), interpretato da	Mark Linn-Baker.
- Denise (3 episodi, 1995), interpretata da	Ajai Sanders.

## Produzione
La serie, ideata da Jeff Franklin, è stata prodotta da Bickley-Warren Productions, Jeff Franklin Productions, Lorimar Television (1992-1993) e Warner Bros. Television (1993-1997) e girata negli studios della Warner Bros. a Burbank in California.

## Colonna sonora
Le musiche sono state composte da Gary Boren e Steve Chesne.
Temi musicali:
- Hangin' with My Man, di Dawnn Lewis & Holly Robinson Peete con En Vogue (stagione 1)
- Soul Man, di Howard Hewett
- Cooper, Cooper, di Sherwood Ball, Carmen Carter e Oren Waters (stagioni 3–5)

### Registi
Tra i registi della serie sono accreditati: Mark Linn-Baker (31 episodi, 1994-1996), Tony Singletary (10 episodi, 1993), Joel Zwick (9 episodi, 1992-1997), Jeff Melman (5 episodi, 1992-1993), John Bowab (5 episodi, 1993-1994), Jim Drake (4 episodi, 1997).

## Distribuzione
La serie è stata trasmessa negli Stati Uniti dal 22 settembre 1992 al 1997 dalla rete televisiva ABC. In Italia è stata trasmessa dal 1994 su Italia 1, poi in replica dall'11 febbraio 2009 su Boing con il titolo Mr. Cooper.
In Germania la serie è stata distribuita dal 6 settembre 1994, con il titolo Echt super, Mr. Cooper. In Francia è stata distribuita col titolo Mr. Cooper et nous; in Danimarca col titolo Super Mr. Cooper; in Spagna col titolo Vivir con Mr. Cooper.